# Gheorghe Voinea
Gheorghe Voinea (n. 14 ianuarie 1952, Coslegi, Prahova) a fost un deputat român în legislatura 1990-1992, ales în județul Vâlcea pe listele partidului PNL. Gheorghe Voinea a membru în grupurile  parlamentare de prietenie cu Republica Islamică Iran, Statul Israel, Australia, Republica Venezuela, Republica Federală Germania și Regatul Thailanda.